# Керешть
Керешть, Керешті (рум. Cherăști) — село у повіті Вилча в Румунії. Входить до складу комуни Рошіїле.
Село розташоване на відстані 176 км на захід від Бухареста, 43 км на південний захід від Римніку-Вилчі, 60 км на північ від Крайови.

## Населення
За даними перепису населення 2002 року у селі проживали 313 осіб, усі — румуни. Усі жителі села рідною мовою назвали румунську.